# ボディル賞 非アメリカ映画賞
ボディル賞 非アメリカ映画賞（Bodilprisen for bedste ikke-amerikanske film）は、ボディル賞の賞の一つで、アメリカ以外の外国語映画に対して贈られる。1948年から授賞を開始したが、1961年から1969年までは「ヨーロッパ映画賞」と呼ばれた。

## 受賞作品
| 開催年 | 題名 原題                                                                | 監督                                           | 製作国                     |
| ------ | ------------------------------------------------------------------------ | ---------------------------------------------- | -------------------------- |
| 1948年 | 赤い靴 The Red Shoes                                                     | マイケル・パウエル＆エメリック・プレスバーガー | イギリス                   |
| 1949年 | ハムレット Hamlet                                                        | ローレンス・オリヴィエ                         | イギリス                   |
| 1950年 | 第三の男 The Third Man                                                   | キャロル・リード                               | イギリス                   |
| 1951年 | 自転車泥棒 Ladri di biciclette                                           | ヴィットリオ・デ・シーカ                       | イタリア                   |
| 1952年 | The Browning Version                                                     | アンソニー・アスキス                           | イギリス                   |
| 1953年 | Bara en mor                                                              | アルフ・シェーベルイ                           | スウェーデン               |
| 1954年 | 禁じられた遊び Jeux interdits                                            | ルネ・クレマン                                 | フランス                   |
| 1955年 | ウンベルト・D Umberto D.                                                 | ヴィットリオ・デ・シーカ                       | イタリア                   |
| 1956年 | 道 La Strada                                                             | フェデリコ・フェリーニ                         | イタリア                   |
| 1957年 | 夏の夜は三たび微笑む Sommarnattens leende                                | イングマール・ベルイマン                       | スウェーデン               |
| 1958年 | リラの門 Porte des Lilas                                                 | ルネ・クレール                                 | フランス                   |
| 1959年 | 野いちご Smultronstället                                                 | イングマール・ベルイマン                       | スウェーデン               |
| 1960年 | 大人は判ってくれない Les Quatre Cents Coups                              | フランソワ・トリュフォー                       | フランス                   |
| 1961年 | 誓いの休暇 Баллада о солдате                                             | グリゴーリ・チュフライ                         | ソビエト連邦               |
| 1962年 | 若者のすべて Rocco e i suoi fratelli                                     | ルキノ・ヴィスコンティ                         | イタリア フランス          |
| 1963年 | 突然炎のごとく Jules et Jim                                              | フランソワ・トリュフォー                       | フランス                   |
| 1964年 | 8 1/2                                                                    | フェデリコ・フェリーニ                         | イタリア                   |
| 1965年 | 柔らかい肌 La Peau douce                                                 | フランソワ・トリュフォー                       | フランス                   |
| 1966年 | ゲームの規則 La Règle du Jeu                                             | ジャン・ルノワール                             | フランス                   |
| 1967年 | ブロンドの恋 Lásky jedné plavovlásky                                     | ミロシュ・フォアマン                           | チェコスロバキア           |
| 1968年 | 昼顔 Belle de Jour                                                       | ルイス・ブニュエル                             | フランス イタリア          |
| 1969年 | プレイタイム Play Time                                                   | ジャック・タチ                                 | フランス                   |
| 1970年 | Adlen'31                                                                 | ボー・ヴィーデルベリ                           | スウェーデン               |
| 1971年 | 肉屋 Le Boucher                                                          | クロード・シャブロル                           | フランス                   |
| 1972年 | ベニスに死す Morte a Venezia                                             | ルキノ・ヴィスコンティ                         | イタリア フランス          |
| 1973年 | Nybyggarna                                                               | ヤン・トロエル                                 | スウェーデン               |
| 1974年 | 叫びとささやき Viskningar och rop                                        | イングマール・ベルイマン                       | スウェーデン               |
| 1975年 | フェリーニのアマルコルド Amarcord                                        | フェデリコ・フェリーニ                         | イタリア                   |
| 1976年 | さすらいの二人 Professione: reporter                                     | ミケランジェロ・アントニオーニ                 | イタリア                   |
| 1977年 | 1900年 Novecento                                                         | ベルナルド・ベルトルッチ                       | イタリア フランス 西ドイツ |
| 1978年 | プロピデンス Providence                                                  | アラン・レネ                                   | フランス                   |
| 1979年 | 秋のソナタ Höstsonaten                                                   | イングマール・ベルイマン                       | スウェーデン               |
| 1980年 | ブリキの太鼓 Die Blechtrommel                                            | フォルカー・シュレンドルフ                     | 西ドイツ                   |
| 1981年 | Max Havelaar of de koffieveilingen der Nederlandsche handelsmaatschappij | フォンス・ラデメーカーズ                       | オランダ                   |
| 1982年 | フランス軍中尉の女 The French Lieutenant's Woman                         | カレル・ライス                                 | イギリス                   |
| 1983年 | Den enfaldige mördaren                                                   | ハンス・アルフレッドソン                       | スウェーデン               |
| 1984年 | カルメン Carmen                                                          | カルロス・サウラ                               | スペイン                   |
| 1985年 | パリ、テキサス Paris, Texas                                              | ヴィム・ヴェンダース                           | 西ドイツ フランス          |
| 1986年 | 乱                                                                       | 黒澤明                                         | 日本 フランス              |
| 1987年 | マイライフ・アズ・ア・ドッグ Mitt liv som hund                           | ラッセ・ハルストレム                           | スウェーデン               |
| 1988年 | ラウンド・ミッドナイト Round Midnight                                    | ベルトラン・タヴェルニエ                       | フランス                   |
| 1989年 | さよなら子供たち Au revoir les enfants                                   | ルイ・マル                                     | フランス                   |
| 1990年 | 殺人に関する短いフィルム Krótki film o zabijaniu                         | クシシュトフ・キェシロフスキ                   | ポーランド                 |
| 1991年 | デカローグ Dekalog                                                       | クシシュトフ・キェシロフスキ                   | ポーランド                 |
| 1992年 | ライフ・イズ・スイート Life Is Sweet                                     | マイク・リー                                   | イギリス                   |
| 1993年 | ハワーズ・エンド Howards End                                             | ジェームズ・アイヴォリー                       | イギリス                   |
| 1994年 | 受賞作品なし                                                             |                                                |                            |
| 1995年 | トリコロール/赤の愛 Trois Couleurs: Rouge                                | クシシュトフ・キェシロフスキ                   | フランス ポーランド        |
| 1996年 | Lamerica                                                                 | ジャンニ・アメリオ                             | イタリア                   |
| 1997年 | トレインスポッティング Trainspotting                                     | ダニー・ボイル                                 | イギリス                   |
| 1998年 | フル・モンティ The Full Monty                                            | ピーター・カッタネオ                           | イギリス                   |
| 1999年 | マイ・ネーム・イズ・ジョー My Name Is Joe                                | ケン・ローチ                                   | イギリス                   |
| 2000年 | オール・アバウト・マイ・マザー Todo sobre mi madre                       | ペドロ・アルモドバル                           | スペイン                   |
| 2001年 | グリーン・デスティニー 臥虎蔵龍                                          | アン・リー                                     | 台湾                       |
| 2002年 | 散歩する惑星 Sånger från andra våningen                                  | ロイ・アンダーソン                             | スウェーデン               |
| 2003年 | トーク・トゥ・ハー Hable con ella                                        | ペドロ・アルモドバル                           | スペイン                   |
| 2004年 | グッバイ、レーニン! Good Bye Lenin!                                      | ヴォルフガング・ベッカー                       | ドイツ                     |
| 2005年 | みんな誰かの愛しい人 Comme une image                                     | アニエス・ジャウィ                             | フランス                   |
| 2006年 | ヒトラー 〜最期の12日間〜 Der Untergang                                  | オリヴァー・ヒルシュビーゲル                   | ドイツ                     |
| 2007年 | 善き人のためのソナタ Das Leben der Anderen                               | フロリアン・ヘンケル・フォン・ドナースマルク   | ドイツ                     |
| 2008年 | パンズ・ラビリンス El laberinto del fauno                                | ギレルモ・デル・トロ                           | メキシコ スペイン          |
| 2009年 | ぼくのエリ 200歳の少女 Låt den rätte komma in                            | トーマス・アルフレッドソン                     | スウェーデン               |
| 2010年 | 戦場でワルツを ואלס עם באשיר                                             | アリ・フォルマン                               | イスラエル                 |
| 2011年 | 白いリボン Das weiße Band                                                | ミヒャエル・ハネケ                             | オーストリア               |
| 2012年 | 別離 جدایی نادر از سیمین                                                 | アスガル・ファルハーディー                     | イラン                     |
| 2013年 | 愛、アムール Amour                                                       | ミヒャエル・ハネケ                             | フランス                   |
| 2014年 | アデル、ブルーは熱い色 La vie d'Adele : Chapitres 1 et 2                 | アブデラティフ・ケシシュ                       | フランス                   |
| 2015年 | フレンチアルプスで起きたこと Turist                                      | リューベン・オストルンド                       | スウェーデン               |
| 2016年 | Mommy/マミー Mommy                                                       | グザヴィエ・ドラン                             | カナダ                     |
| 2017年 | ありがとう、トニ・エルドマン Toni Erdmann                                | マーレン・アデ                                 | ドイツ                     |
| 2018年 | ROMA/ローマ Roma                                                         | アルフォンソ・キュアロン                       | メキシコ                   |